# هيرب تايلور
هيرب تايلور (بالإنجليزية: Herb Taylor)‏ هو لاعب كرة قدم أمريكية أمريكي، ولد في 22 سبتمبر 1984 في هيوستن في الولايات المتحدة.